# Panos Skourletīs
Panagiōtīs "Panos" Skourletīs (Παναγιώτης ("Πάνος") Σκουρλέτης) (Atene, 1º gennaio 1962) è un politico greco.

## Biografia
Skourletis è nato ad Exarcheia, sobborgo di Atene, nel 1962. Ha studiato economia all'Università del Pireo, dove è diventato attivo nell'ala giovanile Rigas Feraios del partito eurocomunista KKE Interior. Nel 1990 si iscrive a Coalizione della Sinistra, dei Movimenti e dell'Ecologia, successivamente confluito in Syriza. È diventato portavoce del partito nell'ottobre 2009.
Dal 27 gennaio 2015 al 17 luglio 2015 è stato Ministro del Lavoro e della Solidarietà Sociale del Governo Tsipras I. Dal 18 luglio 2015 è stato nominato Ministro della Ricostruzione Produttiva, dell'Ambiente e dell'Energia della Grecia nel rimpasto adottato dal Primo Ministro per sostituire tutti gli esponenti dell'ala sinistra di SYRIZA che contestava l'accordo sottoscritto dal Governo con i creditori europei. Skoureltis prende il posto del Ministro Panagiotis Lafazanis a capo dell'ala oltranzista di Piattaforma di sinistra (unico ministro a essere esautorato dal Gabinetto).
Dal 6 novembre 2016 al 28 agosto 2018 è stato Ministro dell'Interno.